# Sisamón
Sisamón est une commune d’Espagne, dans la province de Saragosse, communauté autonome d'Aragon comarque de Comunidad de Calatayud.

## Histoire
ORIGINE ANTIQUE
Pré-romain/celtibère : Sisamón s’implante probablement au 2ᵉ siècle av. J.-C. sur un promontoire défensif, occupé par les Celtibères.
Période romaine : Vers 190 av. J.-C., un fort romain y est installé depuis Bílbilis (Bilibio), un camp ou guarnición mentionné dans les textes, attestant d’une occupation romaine.
MOYEN AGE ET PLUS
Vers 1147 : Sisamón figure dans le « fuero » (charte) du señorío de Molina, défendant la frontière castillane.
Constructions majeures :
Château du XIVe s., appartenant à la famille Fernández Heredia après avoir résisté à une attaque castillane en 1357 ; vestiges : deux murs en angle, chemin de ronde et salle souterraine. Classé Bien d’Intérêt Culturel.
Église San Martín (fin XIII-XVII), mélange de styles gothique, mudéjar, renaissance et baroque, résultant de plusieurs phases de construction.
Torre del Moro (fin Xe s. – époque musulmane), tour de guet en ruine sur la route royale vers Cuenca et Alhama de Aragón, d’environ 10 m de haut et 1,9 m d’épaisseur .
HISTOIRE FÉODALE ET DYNASTIQUE 
Au XIVe s., Pedro IV d’Aragon revendique le château et le donne en fief à Juan Fernández de Heredia. Les Heredia dominent alimentairement jusqu’au début du XVIIe s., fusionnant plus tard avec les Liñan et les comtes de Contamina .